# نوكيا آشا 302
نوكيا آشا 302 (بالإنجليزية: Nokia Asha 302)‏ هو هاتف محمول من نوكيا ضمن سلسلة نوكيا آشا، طُرحَ في الأسواق في 2012.

## الخصائص
- الكاميرا الخلفية: 3.2 ميجابكسل.
- الشاشة: إل سي دي 320 × 240.
- الوزن: 99 غرام.